# Блобьерг, Фреде
Фреде Блобьерг (род. 6 мая 1963, Эрслев, Дания) — датский специалист в области энергетики, профессор Ольборгского университета, возглавляет Центр отказоустойчивой силовой электроники при Ольборгском университете. Лауреат премии «Глобальная энергия» за 2019 год. Имеет Медаль Эдисона 2020 года от IEEE.

## Биография
После окончания университета Ольборга в 1987 году Фреде Блобьерг более года проработал в датском филиале электротехнической компании ABB.
С 1988 года учился и работал в университете Ольборга, где окончил аспирантуру, в 1998 году получил звание профессора в области силовой электроники и электропривода.
В 2000 году преподавал в университете Падуи в Италии. Одновременно руководил программой исследований ветровых турбин в Исследовательском центре РИСО (Датская Национальная лаборатория устойчивой энергетики).
В 2002 году преподавал в Технологическом университете Кертин, города Перт в Австралии.
С 2006 по 2010 годы доктор Блобьерг — декан факультета Инженерии, науки и медицины.
С 2006 по 2012 годы — главный редактор журнала IEEE Transactions on Power Electronics, в котором публикуются статьи по силовой электроникеассоциации специалистов в области радиоэлектроники, электротехники и аппаратного обеспечения вычислительных систем и сетей IEEE (Institute of Electrical and Electronics Engineers).
С 2005 по 2008 год заслуженный преподаватель Сообщества силовой электроники IEEE, в 2010—2011 годах и в 2017—2018 годах — заслуженный преподаватель Сообщества промышленной электроники и электротехники IEEE.
Доктор Блобьерг — автор и соавтор более 700 публикаций, включая классическую для специалистов книгу «Управление в силовой электронике». Более 650 его статей зарегистрированы в IEEE Xplore Digital Library, все они были опубликованы в журналах с регистрацией ISI. Учёный — член Европейской ассоциации силовой электроники и электроприводов, Комитета электропривода сообщества промышленной электроники института IEEE, Комитета промышленных преобразователей электроэнергии и Комитета силовых компонентов и приборов IEEE. Он является редактором работ IEEE по промышленной электронике и электротехники, а также по силовой электронике, редактором датского журнала Elteknic. В настоящее время он возглавляет Центр отказоустойчивой силовой электроники (CORPE, Center of reliable power electronics) при Ольборгском университете, который был основан в 2012 году и является лидером в своей сфере.

## Научные достижения

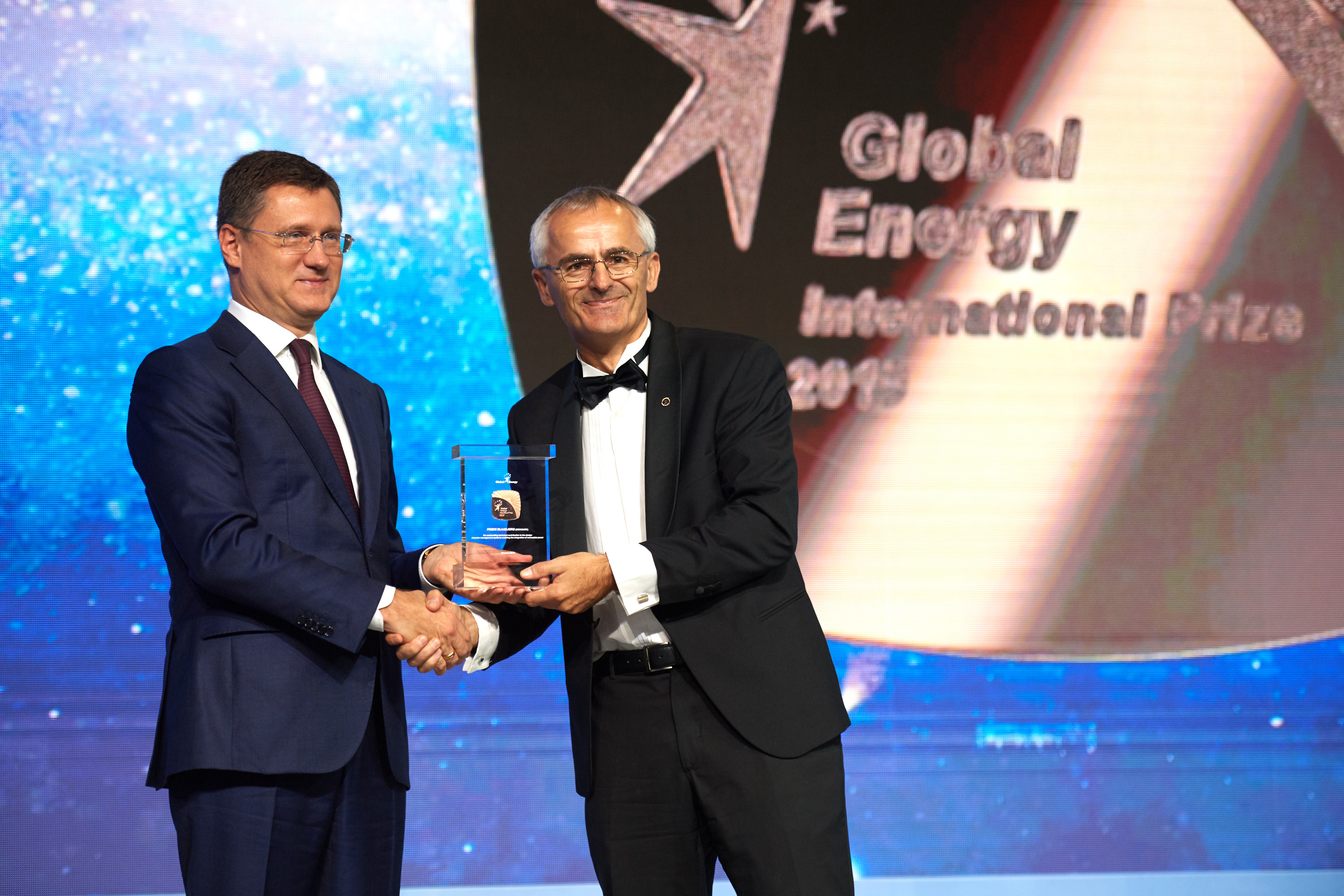

В сферу научных интересов доктора Блобьерга входят такие области, как силовая электроника, статические преобразователи электроэнергии, электроприводы переменного тока, моделирование силовых полупроводниковых устройств, качество электроэнергии, ветряные турбины, специальные системы электропитания, надежные и экологичные инверторы.
- В 1990-х годах он сделал ряд изобретений в области технологий приводов с регулируемой скоростью вращения ротора, и сегодня они штатно применяются в ветряных турбинах, и позволяют рационально вырабатывать электроэнергию, экономя десятки миллионов долларов в год. Такие приводы находят применение и в промышленной автоматизации.
- В десятых годах этого века ученый вместе со своей командой разработал важные решения для интеграции фотоэлектрических установок и ветряных турбин, отличающихся нестабильной выдачей энергии в электросети. Эти технологии необходимы для надежного и устойчивого функционирования энергосистем в целом, и сегодня установленная мощность таких ВИЭ-установок, подсоединенных к сетям, превышает 1000 ГВт (для сравнения, это эквивалентно установленной мощности электростанций США всех типов).
- Его заслуга, в частности, во внедрение новых концептуальных методов обеспечения надежности силовой электроники для ВИЭ в целях снижения стоимости преобразователей энергии при одновременном повышении их надежности. Им разработаны совершенно новые средства проектирования, причем эта работа выполняется в очень тесном сотрудничестве с промышленными предприятиями.
- Доктор Блобьерг разработал несколько оптимальных с точки зрения энергетики систем управления для асинхронных, индукторных реактивных двигателей, двигателей с постоянными магнитами. Инновации продемонстрировали повышение КПД на 15-20 % по сравнению со стандартными методами управления, и нашли применение в коммерческих приводах (Danfoss, Grundfos).
- В последнее десятилетие он инициировал два новых исследовательских направления, в которых во взаимодействии выступают университеты и промышленные предприятия. Первое — это повышение надежности силовой электроники за счет использованию новых методов проектирования на основе реальных физических моделей, что позволит усилить отказоустойчивость техники. Второе направление связано с повышением стабильности работы энергосистемы при взаимодействии с ней большого числа преобразователей силовой электроникой, используемых прежде всего на солнечных и ветровых станциях.
- Перу профессора Блобьерга принадлежит более 1100 журнальных статей и текстов докладов на различных Международных конференциях, посвященных вопросам возобновляемой энергии и силовой электроники.
- Доктор Блобьерг — самый цитируемый автор среди ученых всех инженерных дисциплин в мире. Так, по состоянию на март 2019 года поисковые системы Google Scholar[6], Scopus и Web of Science приводят следующие данные: 89000, 60000, 39000, соответственно цитирований и ссылок на его статьи. Его индекс Хирша согласно системам Google Scholar, Scopus и Web of Science равен, соответственно, 140, 115 и 91.
- В 2019 году — лауреат премии «Глобальная энергия» «За выдающийся технический вклад в развитие интеллектуальной системы управления для широкого использования ВИЭ»[7].

## Факты
- По данным Microsoft Academic, доктор Блобьерг, по числу своих публикаций и их цитируемости, занимает первое место в мире из более чем 1,5 миллионов ведущих исследователей — причем тех, кто работает во всех областях техники, а не только в сфере электротехники. Times Higher Education определила его как самого цитируемого и успешного исследователя в мире в области техники.
- Компания Thomson Reuters включила Блобьерга в список «Самых влиятельных научных умов мира» в 2014—2017 гг.
- Разработчик принимал участие в более чем пятидесяти научно-исследовательских проектов производственных компаний. Результаты его исследований использовали такие корпорации, как ABB, Grundfos, Danfoss, Vestas, Game-sa, KK- Electronics, Fuji, Mitsubishi, Rockwell Automation, Sanken и многие другие.
- Благодаря своему авторитету он привлек более 50 млн долларов только на исследовательские проекты, направленные на снижение повышенного риска нестабильности энергосети при подключении к ней множества преобразователей энергии фотоэлектрических систем и ветрогенераторов.